# NBA In-Season Tournament
Der NBA Cup ist ein Basketballturnier der National Basketball Association, welches innerhalb der NBA-Saison ausgetragen wird. Das Gewinnerteam erhält den NBA Cup.
Der NBA Cup wurde erstmalig in der NBA-Saison 2023/24 unter dem Namen „In-Season-Tournament“ ausgetragen.

## Modus
Alle 30 Mannschaften der NBA nehmen automatisch am NBA Cup teil. Die Teams werden dazu in sechs Gruppen unterteilt. Nach der Gruppenphase wird der Wettbewerb im K.-o.-System fortgesetzt.
Für das Turnier werden sechs Gruppen gelost. Drei Gruppen bestehen aus je fünf Mannschaften der Eastern Conference, drei Gruppen aus je fünf Mannschaften der Western Conference.
Nach der Gruppenphase ziehen die sechs Gruppensieger sowie die beiden besten Mannschaften aus den Eastern Conference- und Western Conference-Gruppen, welches ihre Gruppe nicht gewinnen konnte, in die Finalrunde ein.
Im Viertelfinale trifft der bestplatzierte Gruppensieger auf das Wildcard-Team, der zweitbeste Gruppensieger empfängt den drittbesten Gruppensieger.
Die Halbfinals und das Finale werden auf neutralem Boden ausgetragen. Mit Ausnahme des Endspiels zählen alle Begegnungen auch für den Ligawettbewerb.

## Dotierung
Jeder Spieler erhält für das Erreichen des Viertelfinals 50.000 US-Dollar, im Halbfinale verdoppelt sich die Prämie auf 100.000 US-Dollar. Die Gewinnermannschaft bekommt 500.000 US-Dollar pro Spieler. Die Verlierer des Finales erhalten 200.000 US-Dollar. Ein Spieler, der unter einem Zwei-Wege-Vertrag steht, bekommt die Hälfte dessen. Spielberechtigt für das Finale sind lediglich Spieler, die vor dem ersten stattfindenden Viertelfinalspiel auf dem Spielbogen ihres Teams standen.

## Ehrungen
Zusammen mit Tiffany & Co. schuf Victor Solomon Trophäen für den Turniersieger und -MVP, Medaillen für die Spieler des Siegerteams sowie schwarze Kristallbasketbälle für die Mitglieder des Turnier-Auswahlteams.